# Хейнонен, Ээро
Ээро Алекси Хейнонен (фин. Eero Aleksi Heinonen; род. 27 ноября 1979, Хельсинки) — финский бас-гитарист, участник финской рок-группы The Rasmus.

## Краткая биография
Хейнонен учился в гимназии Сибелиуса (фин. Sibelius-lukio) (Хельсинки, Круунунхака) — среднем учебном заведении с углублённым изучением музыки и танцев. В 1994 году Ээро и его приятели по гимназии Лаури Юлёнен, Паули Рантасалми и Янне Хейсканен организовали группу, в которой играли песни Nirvana и Metallica. Изначально группа называлась Sputnik, затем Anttila, затем Rasmus (с 2001 года — The Rasmus).
В 1999—2004 Ээро также играл в поп-группе Korpi Ensemble (фин. Korpi Ensemble), которая исполняла поп-музыку, джаз, соул, а также народную музыку.
Кроме того, Ээро в 2003 году основал рок-группу Hay and Stone (фин. Hay and Stone), играющую в стиле постгранж. В ней он выступает и как бас-гитарист, и как вокалист. В 2006 году группы выпустила диск Making waves (англ. Making Waves (Hay and Stone album)). Как объяснял сам Хейнонен, ему «хотелось записать несколько песен, которые никогда не были бы востребованы группой The Rasmus». Сейчас живёт в Финляндии.

## Альбомы в составеThe Rasmus
- Peep (1996)
- Playboys (1997)
- Hell of a Tester (1998)
- Into (2001)
- Dead Letters (2003)
- Hide From The Sun (2005)
- Black Roses (2008)
- The Rasmus (2012)
- Dark Matters (2017)

## Компиляции в составеThe Rasmus
- Hell of a Collection (2001)
- Best of 2001-2009 (2009)

## Альбомы в составе Hay and Stone
- Making Waves (2006)

## Альбомы в составе Korpi Ensemble
- Puu (2004)